# Libia en los Juegos Olímpicos de Río de Janeiro 2016
Libia participa en los Juegos Olímpicos de 2016 en Río de Janeiro, Brasil, del 5 al 21 de agosto de 2016.

## Atletas
Atletismo
- Mohamed Fuad Hrezi (maratón)

Judo
- Mohamed El-Kawisah (-60 kg masculino)

Natación
- Ahmed Attellesey (50 metros estilo libre masculino)
- Daniah Hagul (100 metros estilo pecho femenino)

Remo
- Alhossen Qanbor

Taekwondo
- Yousef Shriha (−58 kg masculino)

Tiro con arco
- Ali El-Ghrari